# Ersigen
Ersigen ist eine politische Gemeinde im Verwaltungskreis Emmental des Schweizer Kantons Bern.

## Geographie
Ersigen liegt auf 500 m ü. M., 5 km nordnordwestlich der Stadt Burgdorf (Luftlinie). Das ehemalige Strassen- und Bachzeilendorf erstreckt sich an der Ösch, am Ostrand der Schwemmebene der Emme und am Fuss der Molassehöhe des Loberges, im Schweizer Mittelland.
Die Fläche des 8,8 km² grossen Gemeindegebiets umfasst einen Abschnitt des zentralen Berner Mittellandes. Die westliche Hälfte des Gebietes liegt in der flachen Emmeebene (im Durchschnitt auf 495 m ü. M.) mit den Plateaus von Furtrain (508 m ü. M.) und Aspli (505 m ü. M.). Im äussersten Westen bilden die Verkehrsachsen von Autobahn A1 und Eisenbahn die Grenze. Die Ösch, welche das gesamte Gebiet entwässert, tritt bei Ersigen aus den Molassehöhen in die Ebene hinaus, beschreibt hier aber einen scharfen Knick und fliesst entlang dem östlichen Rand der Ebene nach Norden.
Nach Osten erstreckt sich der Gemeindeboden in die gewellte und überwiegend bewaldete Molassehügellandschaft, welche einst vom eiszeitlichen Rhonegletscher überformt wurde. Zu Ersigen gehören der Loberg (580 m ü. M.), der Tannwald (597 m ü. M.), der Längeberg (597 m ü. M.), die Allmend (mit 618 m ü. M. die höchste Erhebung von Ersigen) und der Reiteneggwald (601 m ü. M.). Zwischen den beiden letzteren befindet sich das Erlimoostal, das nach Osten zum Chänerechbach (Zufluss der Ösch) entwässert wird. Von der Gemeindefläche entfielen 1997 10 % auf Siedlungen, 32 % auf Wald und Gehölze und 58 % auf Landwirtschaft.
Zu Ersigen gehören der Weiler Rudswil (494 m ü. M.) rechts der Ösch am Ostrand der Emmeebene, ausgedehnte Wohnquartiere am Südhang des Loberges sowie einige Einzelhöfe. Nachbargemeinden von Ersigen sind Koppigen, Alchenstorf,  Rumendingen, Kirchberg (BE) und Utzenstorf.

## Bevölkerung
Mit 2043 Einwohnern (Stand 31. Dezember 2023) gehört Ersigen zu den kleineren Gemeinden des Kantons Bern. Im Jahr 2000 waren von den Bewohnern 95,8 % deutschsprachig, 1,0 % sprachen Serbokroatisch und 0,8 % Albanisch. Die Bevölkerungszahl von Ersigen belief sich 1850 auf 1149 Einwohner, 1900 auf 1113 Einwohner. Im Verlauf des 20. Jahrhunderts nahm die Bevölkerungszahl bis 1970 langsam auf 1354 Personen zu. Nach einer vorübergehenden Stagnationsphase wurde seit 1990 wieder eine verstärkte Bevölkerungszunahme verzeichnet.

## Politik
Die Stimmenanteile der Parteien anlässlich der Nationalratswahl 2023 betrugen: SVP 45,6 % (+0,9 %), SP 14,6 % (+3,9 %), Mitte 11,2 % (−1,7 %), glp 8,1 % (+0,1 %), GPS 5,6 % (−1,9 %), FDP 5,0 % (−2,1 %), EVP 3,6 % (+0,1 %), EDU 2,8 % (+0,8 %)

## Wirtschaft
Ersigen war bis in die zweite Hälfte des 20. Jahrhunderts ein vorwiegend durch die Landwirtschaft geprägtes Dorf. Noch heute haben der Ackerbau, der Obstbau sowie die Viehzucht und die Forstwirtschaft einen gewissen Stellenwert in der Erwerbsstruktur der Bevölkerung. Zahlreiche weitere Arbeitsplätze sind im lokalen Kleingewerbe und im Dienstleistungssektor vorhanden. In Ersigen gibt es heute eine Tonwaren- und eine Pflugfabrik, Schreinereien sowie graphische Ateliers, und es sind Betriebe des Baugewerbes, der Informatik sowie der Elektrobranche vertreten. In den letzten Jahrzehnten hat sich das Dorf dank seiner attraktiven Lage zu einer Wohngemeinde entwickelt. Viele Erwerbstätige sind deshalb Wegpendler, die hauptsächlich in der Region Burgdorf und in der Agglomeration Bern arbeiten.

## Verkehr
Die Gemeinde ist verkehrstechnisch gut erschlossen. Sie liegt an der alten Landstrasse von Kirchberg nach Koppigen; die Hauptstrasse 1 von Kirchberg nach Herzogenbuchsee verläuft heute ausserhalb der Ortschaft. Der nächste Anschluss an die Autobahn A1 (Bern–Zürich) befindet sich rund 4 km vom Ortskern entfernt. Durch eine Buslinie des Regionalverkehrs Mittelland, welche die Strecke von Koppigen nach Burgdorf bedient, ist Ersigen an das Netz des öffentlichen Verkehrs angebunden.

## Geschichte

Luftbild von Walter Mittelholzer (1923)

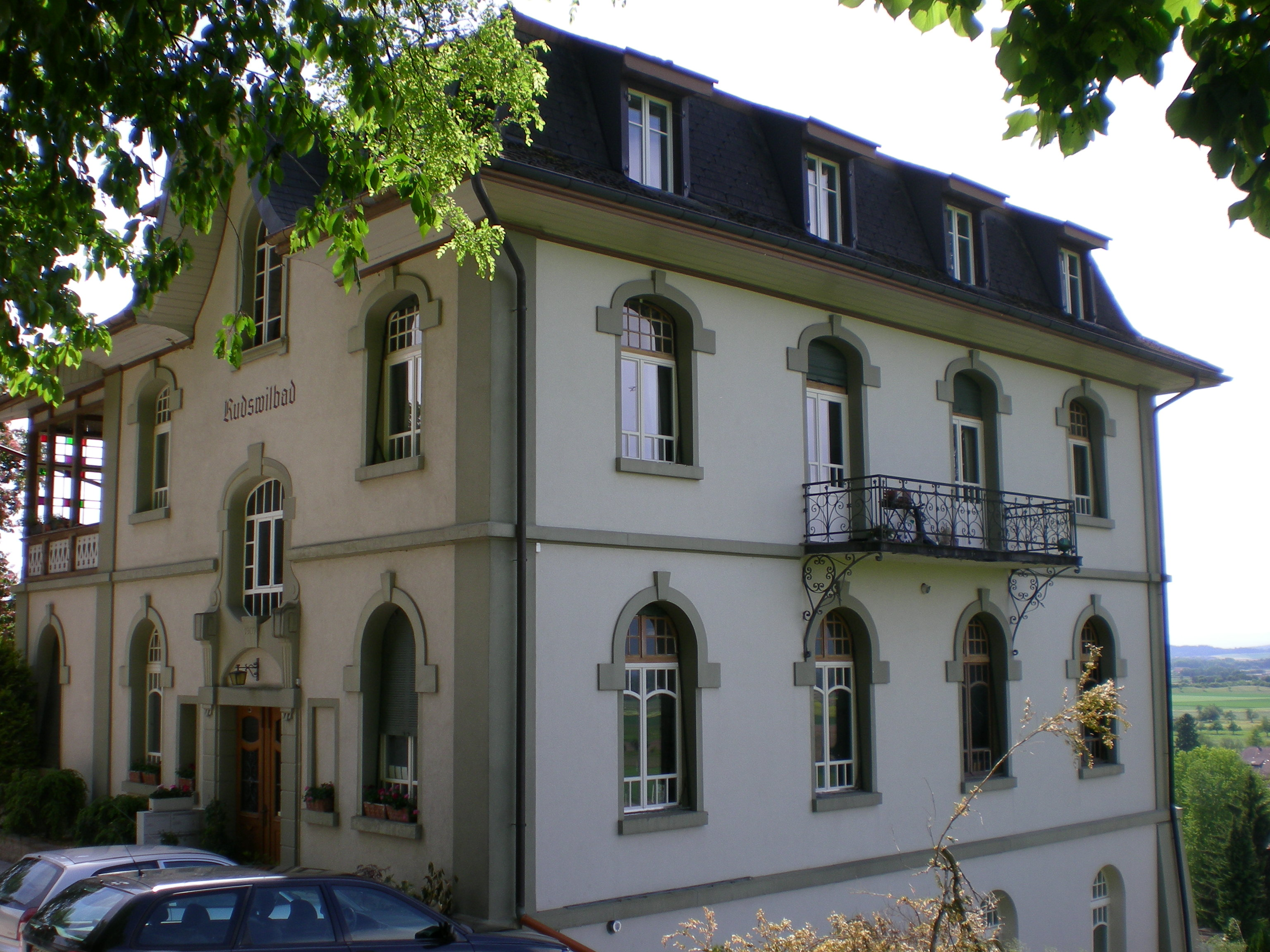
Rudswilbad oberhalb von Rudswil

Die frühesten Zeugnisse der Anwesenheit des Menschen auf dem heutigen Gemeindegebiet stammen aus dem Neolithikum. Auf der Allmend wurden Grabhügel aus der Hallstattzeit gefunden, während auf dem Murain in der Emmeebene Spuren eines römischen Gutshofs entdeckt wurden.
Die erste urkundliche Erwähnung des Ortes erfolgte 1112 unter dem Namen Ergisingen. Später erschienen die Bezeichnungen Hergesingen (1201), Ergesingen (1255), Ergisingin (1257), Erisinge (1271), Eregsingen (1316), Erxingen (1434) und Errsingen (1500). Der Ortsname ist vom althochdeutschen Personennamen Aragis abgeleitet und bedeutet demnach «bei den Leuten des Aragis».
Auch der Name des Dorfteils Rudswil stammt aus der alemannischen Besiedlungszeit. Er dürfte auf den althochdeutschen Namen Ruozo zurückzuführen sein. Das Gebiet von Rudswil wurde später besiedelt als jenes von Ersigen. Die erste Erwähnung, die auf einen möglichen Zusammenschluss zwischen Ersigen und Rudswil hinweist, stammt aus dem Jahr 1329: Rutzwile bi Ergsingen.
Seit dem Mittelalter ist ein zunächst unter der Oberhoheit der Zähringer, später unter derjenigen der Kyburger stehendes Ministerialengeschlecht von Ersigen erwähnt. Das Gebiet wechselte über verschiedene Hände 1367 an die Ritter von Thorberg und 1397 an die Kartause Thorberg. Unter bernischer Herrschaft wurde Ersigen der Landvogtei Wangen zugeordnet, welche die Hohe Gerichtsbarkeit ausübte, während die Niedere Gerichtsbarkeit seit 1528 dem auf dem Thorberg residierenden Landvogt oblag.
Nach dem Zusammenbruch der Stadt und Republik Bern (1798) gehörte Ersigen während der Helvetik zum Distrikt Burgdorf und ab 1803 zum Oberamt Burgdorf, das mit der neuen Kantonsverfassung von 1831 den Status eines Amtsbezirks erhielt. Durch die Entsumpfung des Ersiger Mooses wurde 1868 neues Kulturland gewonnen.
Per 1. Januar 2016 fusionierten Niederösch und Oberösch mit Ersigen zur Gemeinde Ersigen.

## Sehenswürdigkeiten

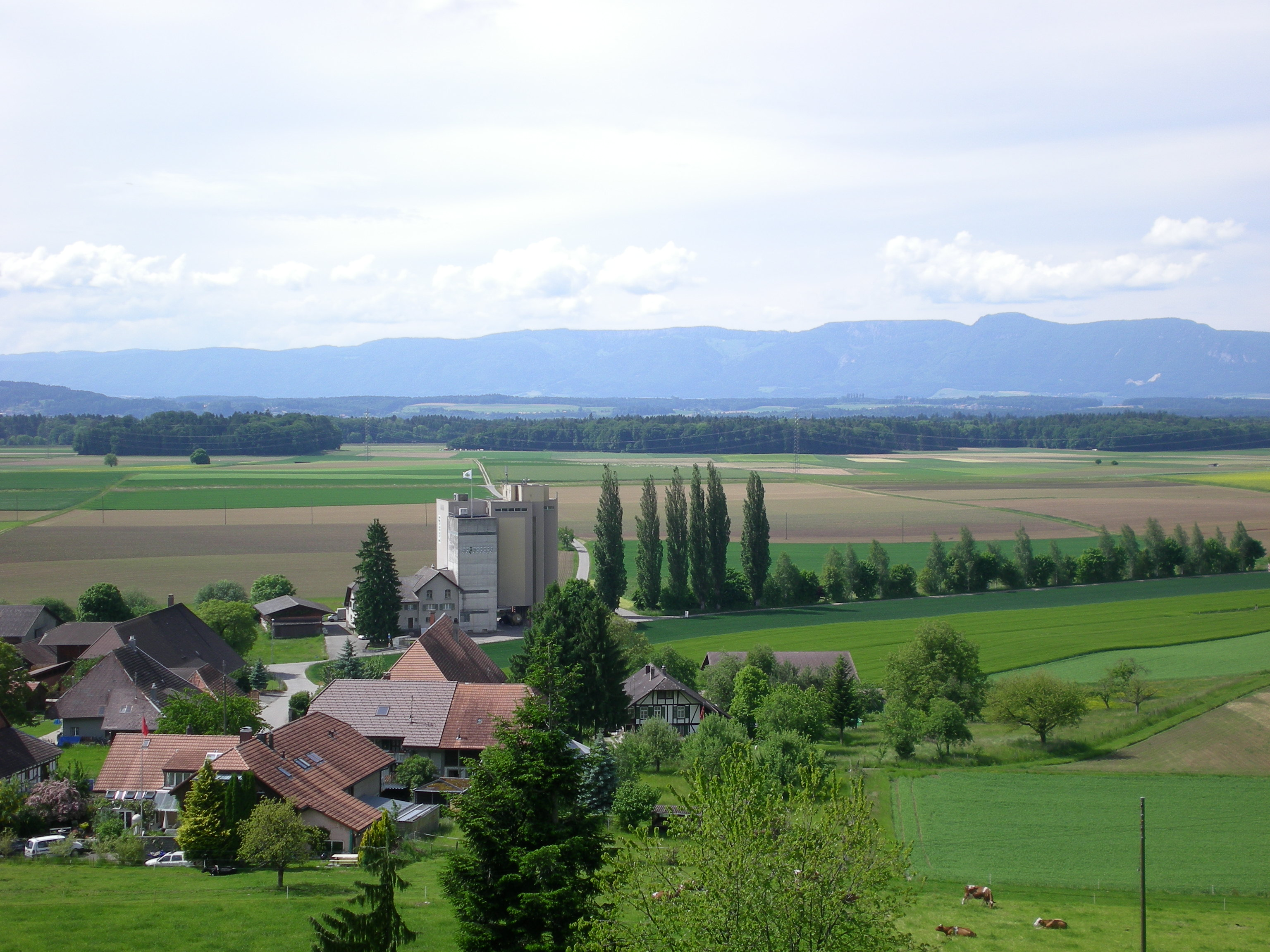
Ebene bei Rudswil

Im alten Ortskern sind zahlreiche charakteristische Bauernhäuser im bernischen Landstil aus dem 18. und 19. Jahrhundert erhalten. Ersigen besitzt keine eigene Kirche, es gehört zur Kirchgemeinde Kirchberg.
Im Weiler Bad, oberhalb von Rudswil, befindet sich eine alte Quelle. Von dort aus hat man eine Aussicht auf das Mittelland und den Jura. Das alte Bad befindet sich heute in Privatbesitz.

## Persönlichkeiten
- Matthias Bamert (* 1942), Komponist und Dirigent